# Hammouda Asfouri
Hammouda Asfouri, né en 1821 et mort en 1865, est un homme politique tunisien.
Il naît dans une vieille famille de notables tunisois originaires de Séville et qui ont exercé au temps des Hafsides des dignités politiques (vizirat et chancellerie) et religieuses (cadi, mufti et grands imams de la mosquée Zitouna) ; l'un de ses membres devient le poète du souverain Ali Ier Bey.
Hammouda Asfouri occupe le poste de Cheikh El Médina de 1847 à 1853, succédant à Hamida Ghammed. Il meurt en 1865.